# L'amico delle donne
L'amico delle donne è un film del 1943 diretto da Ferdinando Maria Poggioli.
Il soggetto è tratto dall'omonima commedia del 1864 (titolo originale: L'Ami des femmes) di Alexandre Dumas figlio.

## Trama
L'azione si svolge a Parigi, nella seconda metà del XX secolo. La Contessa Diana de Simerose si sottrae, fino dal giorno delle nozze, ai legittimi diritti del marito che l'aveva sposata senza amore. Stufo del protrarsi della situazione anomala, il conte parte per un viaggio, forse senza ritorno. Interviene De Ryon, l'"amico delle donne", cioè delle mogli, uno strano tipo, espertissimo conoscitore della psicologia femminile che gioca abilmente con i vari personaggi della commedia, impedendo alla contessa di compromettersi con un altro uomo, per di più poco affidabile. Riuscirà a rinsaldare quel rapporto difficile.

## Produzione
Il film è stato girato negli studi del Centro sperimentale di cinematografia. Maria Petacci, sorella di Claretta, utilizza il nome d'arte Miria di San Servolo e con questo film chiude la sua carriera cinematografica in Italia e ne inaugura una in Spagna.

## Accoglienza

### Critica
"Mai visto un film così sciatto nemmeno ai tempi del primo nuovo-cinema italiano [...] Porte che si aprono e si chiudono, gente che entra e che esce, uomini e donne nascosti dietro le portiere, poi ogni venti minuti un breve esterno. Poi porte e uomini nascosti [...] ma cosa sperava Poggioli, che lo spettro di Dumas figlio gli mandasse avanti dall'aldilà, proprio tutta la faccenda? Sembrava che gli attori giocassero a fare i nobili [...] Miriam di San Servolo la possiamo di certo pensare in altri atteggiamenti se non quelli comuni a milioni di brave ragazze [...] noi crediamo che si sia divertita a mutar d'abito ogni cinque minuti (e che peccato che oggi non si possa andar vestiti così, eh? e che bella società quella, nevvero?)" (Anonimo, Cinema, 25 maggio 1943)